# Màquina expenedora

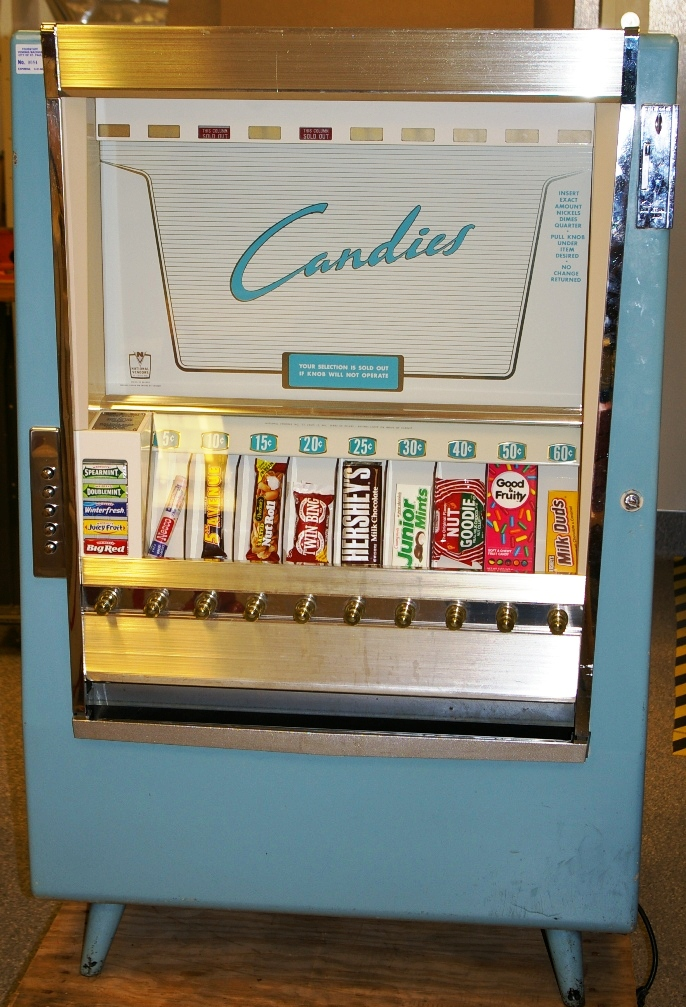
Una màquina expenedora feta en el 1952.

Una màquina expenedora, també anomenada distribuïdor automàtic o simplement expenedor, és una màquina que forneix vermuts, begudes, llaminadures i altres productes als consumidors. Es tracta de vendre sense la presència d'un venedor per a cobrar els articles. Periòdicament un llogat torna a posar els productes i arreplega els diners en forma de monedes, o menys habitualment, bitllets; de vegades també es pot pagar amb targeta moneder, targeta de crèdit o telèfon mòbil.
Les possibilitats de les màquines expenedores són àmplies. Normalment solen vendre refrescos, cafè, menjar, llaminadures, etc. Però també existeixen models dissenyats per a vendre premsa, llibres, segells de correus, bitllets del transport públic, begudes alcohòliques, cigarrets de tabac, també són freqüents, en les oficines que atenen al públic, les màquines expenedores d'un imprès petit amb el nombre de torn del sol·licitant.
També s'han començat a utilitzar aquesta mena de màquines expenedores per a la venda de preservatius, essent habitual trobar-ne en centres nocturns, clubs i discoteques.
Una màquina expenedora en anglès es coneix com a «vending machine». Per això, la paraula «vending» s'utilitza sovint per a referir-se al sector de les màquines expenedores.

## Història
La primera referència a una màquina expenedora és a l'obra d'Heró d'Alexandria, un enginyer i matemàtic del segle i. La seva màquina acceptava una moneda i després dispensava aigua beneïda. Quan la moneda era dipositada, queia sobre un motlle unit a una palanca. La palanca obria una vàlvula que deixava un cert flux d'aigua. El pa seguia la inclinació feta amb el pes de la moneda fins que queia, moment en el qual un contrapès trencava la palanca cap amunt i apagava la vàlvula.